# Anápolis (Iacri)
Anápolis é um distrito do município brasileiro de Iacri, no interior do estado de São Paulo.

## História

### Formação administrativa
- Distrito criado pela Lei n° 5.285 de 18/02/1959, com sede no povoado de igual nome e com território desmembrado do distrito de Iacri[3][4].
- Decreto nº 42.145 de 03/07/1963 - Dispõe sobre a criação da 1.ª subdelegacia de polícia do distrito de Anápolis, no município de Iacri[5].

Planta da área urbana original.

## Geografia

### Área urbana
A sede do distrito é a vila de Anápolis:
- área urbana: 62 878 m²
- total de domicílios: 20

### Demografia

#### População urbana
| Crescimento população urbana | Crescimento população urbana | Crescimento população urbana | Crescimento população urbana |
| Censo                        | Pop.                         |                              | %±                           |
| ---------------------------- | ---------------------------- | ---------------------------- | ---------------------------- |
| 1960                         | 178                          |                              | —                            |
| 1970                         | 41                           |                              | −77,0%                       |
| 1980                         | 63                           |                              | 53,7%                        |
| 1991                         | 10                           |                              | −84,1%                       |
| 2000                         | 48                           |                              | 380,0%                       |
| 2010                         | 8                            |                              | −83,3%                       |
| 2022                         | 19                           |                              | 137,5%                       |
| Fonte: IBGE e Fundação SEADE |                              |                              |                              |

#### População total
Pelo Censo 2022 (IBGE) a população total do distrito era de 136 habitantes.

### Área territorial
A área territorial do distrito é de 108,008 km².

### Rodovias
O principal acesso à Anápolis é a estrada vicinal (sem asfalto) que liga o distrito à Iacri.

## Serviços públicos

### Registro civil
Atualmente é feito na sede do município, pois o Cartório de Registro Civil das Pessoas Naturais do distrito foi extinto pela Resolução nº 1 de 29/12/1971 do Tribunal de Justiça do Estado de São Paulo, e seu acervo foi recolhido ao cartório do distrito sede.

### Saneamento
O serviço de abastecimento de água é feito pela Companhia de Saneamento Básico do Estado de São Paulo (SABESP).

### Energia
A responsável pelo abastecimento de energia elétrica é a Energisa Sul-Sudeste, antiga Vale Paranapanema (distribuidora do grupo Rede Energia).

## Religião
O Cristianismo se faz presente no distrito da seguinte forma:

### Igreja Católica
- A igreja faz parte da Diocese de Marília[16].